# Beatrice Blackwood
Beatrice Blackwood (ur. 3 maja 1889 w Londynie, zm. 29 listopada 1975 tamże) – brytyjska antropolożka i etnolożka, przedstawicielka antropologii wizualnej, kierowniczka Muzeum Uniwersyteckiego Historii Naturalnej im. Pitta Riversa w Oksfordzie od 1938 do przejścia na emeryturę w 1959.

## Życiorys
Była córką wydawcy Jamesa Blackwooda (1822–1911), potomka założyciela „Blackwell’s Magazine”, oraz pielęgniarki Mary (1859–1953). Miała siostrę Mary i brata Jamesa.
Pobierała nauki dla dziewcząt w Wycombe House School, a potem w szkole Paddingtona i Maidy Vale w Londynie. Następnie została wysłana do szkoły w Niemczech, gdzie nauczyła się niemieckiego, łaciny i greki. Zdobyła dyplom z języka i literatury angielskiej w Sommerville College w Oksfordzie. Uczyła się tam w latach 1908–1912 dzięki stypendium. Zgłębiała etymologię języków germańskich i skandynawskich. W 1912 zdobyła drugą nagrodę na swoim kierunku studiów.
W czasie studiów, w latach 1911–1912, spotkała Polkę Marię Czaplicką, która w Somerville College pracowała nad dyplomem z antropologii. Ich drogi skrzyżowały się jeszcze w 1915, kiedy Czaplicka powróciła z wyprawy na Syberię. Do 1916 współpracowały przy opracowaniu wyników badań. Czaplicka zachęciła Blackwood do studiowania antropologii. Współpracowały jeszcze w 1918 i 1919.
W 1916 Blackwood rozpoczęła studia z antropologii i pracę w Wydziale Anatomii Ludzkiej Uniwersytetu Oksfordzkiego. W 1918 była asystentką Artura Thomsona. Studiowała pod okiem Roberta Ranulpha Maretta i Henry’ego Balfoura. Podczas wakacji we Francji poznała miejscowych najwybitniejszych antropologów, m.in. ks. Henriego Breuila. W późniejszych latach współpracowała z innymi wybitnymi antropolożkami swoich czasów: Barbarą Freire-Marreco, Katherine Routledge i Winifred Blackman.
Następnie zaczęła wykładać anatomię fizyczną i pracować nad kolekcjami anatomicznymi jako wydziałowa demonstratorka. Pracowała też dla Ashmolean Museum of Art and Archaeology, muzeum uniwersyteckiego w Oksfordzie, zbierając eksponaty z późnej epoki żelaza, okresu saksońskiego i rzymsko-brytyjskiego.
Do 1920 kobiety nie mogły uzyskać dyplomu Uniwersytetu Oksfordzkiego, ale gdy to zostało umożliwione, Blackwood otrzymała tego samego dnia licencjat i magisterium. Była pierwszą kobietą na tym uniwersytecie, której się to udało. W 1920 badała kolekcję 15 tys. czaszek w muzeum w Berlinie, współpracując z dr. Felixem von Luschanem. W 1922 podarowała Muzeum Uniwersyteckiemu Historii Naturalnej im. Pitta Riversa w Oksfordzie pierwszą partię eksponatów, w kolejnym roku przywiozła amulety i monety z Turcji. W 1923 ukończyła studia z anatomii, specjalizując się w embriologii.
W 1924 wyjechała do Ameryki Północnej jako stypendystka Towarzystwa Laury Spelman Rockefeller, by studiować antropologię natywnych społeczności Ameryki Północnej, Afroamerykanów, społeczności azjackich i kaukaskich. W tym czasie zbierała eksponaty dla Muzeum Pitta Riversa i poświęciła się badaniom zleconym przez Narodową Radę Badań (National Research Council). Zbierała dane antropometryczne od Afroamerykanów, ludności natywnej z terenu USA oraz innych społeczności. Pracowała w szkołach, na uniwersytetach i innych instytucjach właściwych dla interesujących ją społeczności. Była świadoma społecznych, rasowych i klasowych podziałów, stąd ostrożnie prowadziła badania mentalności społeczności czarnoskórych. Stopniowo budowała do siebie zaufanie, szczególnie wśród ludności czarnoskórej. Obserwowała niezwykle podzielone i uprzedzone rasowo społeczeństwo USA. Była świadkiem działań Ku Klux Klanu. Walczyła o przeciwko politycznemu użyciu słowa „rasa”, uważając, że jest to kategoria wyłącznie mentalna. W czasie badań w USA występowała na spotkaniach, wygłaszając referaty, była zapraszana przez towarzystwa naukowe.
W 1928, po powrocie do Oksfordu, została mianowana na uczelnianą demonstratorkę i wykładowczynię etnologii. W 1929 otrzymała środki z Uniwersytetu Yale, Komitetu Antropologii w Oksfordzie i Narodowej Rady Badań w celu wyjazdu i badań w Nowej Gwinei. Przebywała tam 18 miesięcy, pracując na północy archipelagu Wysp Salomona. Uczyła się miejscowego języka, wędrowała między wioskami. Zbierała informacje o starych zwyczajach, kontaktując się z najstarszymi mieszkańcami i mieszkankami regionu. Interesowała ją kultura materialna. Korzystała z pomocy lokalnych misjonarzy. W 1935 wyniki badań zostały opublikowane przez Oxford University Press jako Both Sides of Buka Passage. W 1936 Blackwood została mianowana wykładowczynią etnologii w Muzeum Uniwersyteckim Historii Naturalnej im. Pitta Riversa w Oxfordzie. W tym samym czasie wyruszyła na badania do niezbadanych wcześniej regionów Papuy-Nowej Gwinei. Do wiosny 1937 badała plemię Anga. Do początku 1938 zebrała ponad 2 tys. eksponatów, które włączyła do zbiorów muzeum Pitta Riversa. Nagrała też filmy ilustrujące życie plemion na terenie Nowej Gwinei. Trzy szpule szesnastomilimetrowych taśm przechowywane są w Muzeum Pitta Riversa w Oksfordzie.
W 1938, kiedy wróciła do Oksfordu, wraz z Tomem Pennimanem została kuratorką Muzeum Uniwersyteckiego Historii Naturalnej im. Pitta Riversa w Oxfordzie. Z Pennimanem stworzyli siatkę wolontariuszy, którzy pomogli skatalogować zbiory muzealne.
W czasie II wojny światowej katalogowała zbiory muzealne, była też kierowczynią karetki w Oksfordzie. Po śmierci profesorów: Artura Thomsona, Roberta Ranulpha Maretta i Leonarda Buxtona, z którymi współpracowała, odnowiła kontakt z przyjaciółką ze studiów, Barbarą Aitken.
W 1943 otrzymała wyróżnienie za modelową pracę badawczą w terenie – Królewski Instytut Antropologiczny przyznał jej Medal Riversa. W 1946 wróciła na Uniwersytet Oksfordzki, gdzie wykładała archeologię i antropologię.
Była członkinią Rady Towarzystwa Folklorystycznego i Rady Brytyjskiej Archeologii. Od 1921 była członkinią Królewskiego Instytutu Antropologicznego Wielkiej Brytanii i Irlandii, a w 1957 jego wiceprzewodniczącą. W 1948 została członkinią Towarzystwa Antykwariuszy w Londynie. Występowała na międzynarodowych konferencjach naukowych na całym świecie.
W 1959 przeszła na emeryturę, jednak nadal pracowała przy katalogowaniu zbiorów Muzeum Pitta Riversa. W 1966 została honorową kustoszką pomocniczą w muzeum. W 1970, w związku z prośbami o katalog zbiorów, wydała książkę The Classification of Artefacts in the Pitt Rivers Museum. W placówce pracowała niemal do śmierci. Zdobyła dla muzeum blisko 7 tysięcy eksponatów, więcej niż ktokolwiek inny. Pozostawiła po sobie liczne notatki, które pozwalają dokładnie odtworzyć bieg jej życia, pracę, nastroje itp.

## Wybrane prace
- A Study of Mental Testing in Relation to Anthropology, Baltimore 1927.
- Both Sides of Buka Passage: An Ethnographic Study of Social, Sexual and Economic Questions in the North-Western Solomon Islands, Oxford 1935.
- The Technology of a Modern Stone Age People in New Guinea, Oxford 1950.
- The Classification of Artefacts in the Pitt Rivers Museum Oxford, Oxford 1970.
- The Kukukuku of the Upper Watut, Oxford 1978.